# Waltembourg
Waltembourg – miejscowość i gmina we Francji, w regionie Grand Est, w departamencie Mozela.
Według danych na rok 1990 gminę zamieszkiwało 199 osób, a gęstość zaludnienia wynosiła 142 osób/km² (wśród 2335 gmin Lotaryngii Waltembourg plasuje się na 846. miejscu pod względem liczby ludności, natomiast pod względem powierzchni na miejscu 1244.).